# リシャール1世 (ノルマンディー公)
リシャール1世（フランス語：Richard Ier, 933年8月28日 - 996年11月20日）は、ノルマンディー公（在位：942年 - 996年）。無怖公（Sans-Peur）といわれる。
サン＝カンタンのデュドンはリシャール1世より『ノルマンディー公の歴史（De moribus et actis primorum Normanniae ducum）』を書くよう依頼され、その中でデュドンはリシャール1世のことをDuxと呼んでいるが、この語はリシャールの戦場における強い指導力を表しており、公爵という地位を表したものではないかもしれないとも考えられている。リシャールはノルマンディーに封建制を導入、もしくは拡大させ、治世の終わりには有力な地主たちは封土としてそれぞれの領土を保持することになった。

## 誕生
リシャールはノルマンディーのprinceps（族長もしくは支配者）であったギヨーム1世とスプロタとの間に生まれた。母スプロタはブルトン人で、戦争のときに捕えられた後、ギヨーム1世の側室となった。また、リシャールはロロの孫にあたる。942年12月17日に父ギヨームが暗殺されたとき、リシャールは10歳ほどであった。ギヨームはこの息子の誕生をリオウフ（Riouf）との戦いとヴァイキングの反乱の後に聞かされたが、息子の存在はギヨームが息子に会う数年後まで秘された。ギヨームとリシャールが初の対面を果たし、後継者として公表した後、ギヨームはリシャールをバイユーに送り、リシャールはそこで育てられることになった。ギヨームが暗殺された後、母スプロタは裕福な製粉業者であったEsperlengと結婚し、二人の間にはラウル・ド・イヴリーが生まれた。

## 生涯
942年の父ギヨームの死後、西フランク王ルイ4世はノルマンディー公領を占領した。ルイ4世はリシャールを父ギヨームの居城に呼び寄せ、ポンティユー伯の管理下に置いた。ルイ4世は公領を分割し、下ノルマンディーをユーグ大公に与えた。ルイ4世はその後リシャールをランの独房に監禁状態にしておいたが、リシャールはオスモン・ド・サントルヴィル、ベルナール・ド・サンリス (祖父ロロの友人）、イヴォ・ド・ベレスムおよびベルナール・ル・ダノワ（アルクール家およびボーモン家の先祖）の助けで独房から逃げ出した。 
946年、リシャールはユーグ大公に従うことに同意した。14歳の時、リシャールはフランス国内のノルマン人およびヴァイキングの族長らと同盟し、ルイ4世の軍をルーアンから追い出し、947年までにはノルマンディーを取り戻すことができた。
962年、ブロワ伯ティボー1世はリシャールの拠点であるルーアンに侵攻しようとした。しかし、即座にリシャールの指揮のもとノルマン人により軍が送られ、セーヌ川を渡る前にブロワ軍を撤退させた。西フランク王ロテールは、リシャールの報復が西フランクの大部分を揺るがすことになると恐れ、両者のさらなる争いを避けるために介入した。
その後、996年の死去まで、リシャールはノルマンディーの統治に集中し、フランス国内の政治や争いにはほとんど参加しなかった。ノルマンディー領を拡大させるかわりに、国内の安定化とノルマン人同士のつながりを再び強めることに努め、ノルマンディー公国を西フランクで最もまとまりのある強大な国に成長させた。
リシャールは同盟を強めるために婚姻政策を行った。リシャール自身はユーグ大公の娘エマと結婚し、カペー家とのつながりを深めた。再婚の相手であるグンノールはコタンタン半島の敵対するヴァイキングの出であり、結婚を通してこの一族とも同盟を結んだ。また、グンノールの姉妹を通してノルマンディー公の忠実な家臣団が形成された。娘たちの結婚はイングランド王家および近隣の領主たちとの同盟をもたらした。
リシャールは教会に土地を返還し、大修道院をノルマンディー領内で保護することにより、教会とも良好な関係も築いた。リシャールの統治下のノルマンディーは平和と安定の時代であったといえる。
リシャールはフェカンで996年11月20日に病死した。

## 結婚と子女
960年にパリ伯ユーグとザクセン公女ハトヴィヒの娘エマと結婚した。二人が幼いころに婚約が決められた。エマは968年3月19日以降に死去し、子はいなかった。
トリニーのロベールによると、エマの死後間もなく、リシャールは狩りに行き、森林管理官の家に立ち寄った。そこでリシャールは森林管理官の妻センフリーダに惹かれたが、彼女は貞淑な女性であったため、自らの未婚の妹グンノールを代わりにすすめたという。グンノールはリシャールの妾となり、一族は出世した。グンノールの兄エルファスト・ド・クレポンは異端裁判に巻き込まれた可能性がある。グンノールはリシャール同様、ヴァイキングを先祖に持つ、デーン人の子孫であった。リシャールは最終的には二人の間にできた子供たちを嫡出とするためグンノールと結婚した。
- リシャール2世（善良公）（963年 - 1026年） - ノルマンディー公[1]
- ロベール2世（? - 1037年） - ルーアン大司教、エヴルー伯[1]
- モージェ（? - 1040年） - コルベイユ伯[1]
- エマ（985年頃 - 1052年） - イングランド王エゼルレッド2世と結婚、のちイングランド王・デンマーク王クヌート1世と結婚
- マティルド（? - 1004年） - ブロワ伯ウード2世と結婚[1]
- アヴォワーズ（? - 1034年） - ブルターニュ公ジョフロワ1世と結婚[1]
- パピー
- オリールド（963年 - 1031年） - ゲルナンヴィル領主兼エヴルー修道院長フルクと結婚[21][22]

また、以下の庶子が知られている。
- ジョフロワ[1][23] - ウー伯
- ギヨーム1世（972年頃 - 1057/58年1月26日）[23] - ウー伯、レセリーヌ・ド・テュルクヴィル（1057/58年1月26日死去）と結婚
- ベアトリス（? - 1034年） - モンヴィリエー女子修道院長、エブル・ド・テュレンヌと結婚（1030年離婚）[1]

以下はリシャールの子女の可能性がある。
- ミュリエル - タンクレード・ド・オートヴィルの妻[1][24][25]
- フレデゼンド（995年頃 - 1057年頃） - タンクレード・ド・オートヴィルの後妻[1][25][26]
- グィマラ・ウィマルシュ（Guimara Wymarche）（986年頃 - ?） - エクムおよびファレーズ副伯アンスフロア2世・ル・ゴツ（"le Dane"）と結婚。ロベール・フィッツウィマルクの母。セーヌ＝アンフェリウールのモンヴィリエー女子修道院で死去[27]。